# العلاقات الكاميرونية الغواتيمالية
العلاقات الكاميرونية الغواتيمالية هي العلاقات الثنائية التي تجمع بين الكاميرون وغواتيمالا.

## مقارنة بين البلدين
هذه مقارنة عامة ومرجعية للدولتين:
| وجه المقارنة                                              | الكاميرون                      | غواتيمالا       |
| --------------------------------------------------------- | ------------------------------ | --------------- |
| المساحة (كم2)                                             | 475.44 ألف                     | 108.89 ألف      |
| عدد السكان (نسمة)                                         | 24.05 مليون                    | 17.26 مليون     |
| الكثافة السكانية (ن./كم²)                                 | 50.58                          | 158.51          |
| العاصمة                                                   | ياوندي                         | غواتيمالا       |
| اللغة الرسمية                                             | لغة فرنسية، لغة إنجليزية       | اللغة الإسبانية |
| العملة                                                    | فرنك وسط أفريقي                | كتزال غواتيمالي |
| الناتج المحلي الإجمالي (بليون دولار)                      | 34.80 مليار                    | 75.62 مليار     |
| الناتج المحلي الإجمالي (تعادل القوة الشرائية) بليون دولار | 72.72 مليار                    | 126.21 مليار    |
| الناتج المحلي الإجمالي الاسمي للفرد دولار أمريكي          | 1.22 ألف                       | 3.90 ألف        |
| الناتج المحلي الإجمالي للفرد دولار أمريكي                 | 2.97 ألف                       | 7.45 ألف        |
| مؤشر التنمية البشرية                                      | 0.512                          | 0.627           |
| رمز المكالمات الدولي                                      | +237                           | +502            |
| رمز الإنترنت                                              | .cm                            | .gt             |
| المنطقة الزمنية                                           | توقيت غرب أفريقيا، ت ع م+01:00 | 00              |

## منظمات دولية مشتركة
يشترك البلدان في عضوية مجموعة من المنظمات الدولية، منها:
| علم المنظمة | اسم المنظمة                               | تاريخ انضمام الكاميرون | تاريخ انضمام غواتيمالا |
| ----------- | ----------------------------------------- | ---------------------- | ---------------------- |
|             | مؤسسة التنمية الدولية                     | 10 أبريل 1964          | 27 أبريل 1961          |
|             | يونسكو                                    | 11 نوفمبر 1960         | 2 يناير 1950           |
|             | وكالة ضمان الاستثمار متعدد الأطراف        | 7 أكتوبر 1988          | 11 يوليو 1996          |
|             | الأمم المتحدة                             | 20 سبتمبر 1960         | 21 نوفمبر 1945         |
|             | الاتحاد البريدي العالمي                   | ?                      | ?                      |
|             | البنك الدولي للإنشاء والتعمير             | 10 يوليو 1963          | 28 ديسمبر 1945         |
|             | المنظمة الهيدروغرافية الدولية             | ?                      | ?                      |
|             | الاتحاد الدولي للاتصالات                  | 22 ديسمبر 1960         | 10 يوليو 1914          |
|             | منظمة حظر الأسلحة الكيميائية              | ?                      | ?                      |
|             | مؤسسة التمويل الدولية                     | 1 أكتوبر 1974          | 20 يوليو 1956          |
|             | المركز الدولي لتسوية المنازعات الاستشارية | 2 فبراير 1967          | 20 فبراير 2003         |
|             | منظمة التجارة العالمية                    | ?                      | ?                      |
|             | منظمة الشرطة الجنائية الدولية             | ?                      | ?                      |

## وصلات خارجية
- موقع وزارة الخارجية الكاميرونية
- موقع وزارة الخارجية الغواتيمالية